# 150-159
De jaren 150-159 (van de christelijke jaartelling) zijn een decennium in de 2e eeuw.

## Gebeurtenissen

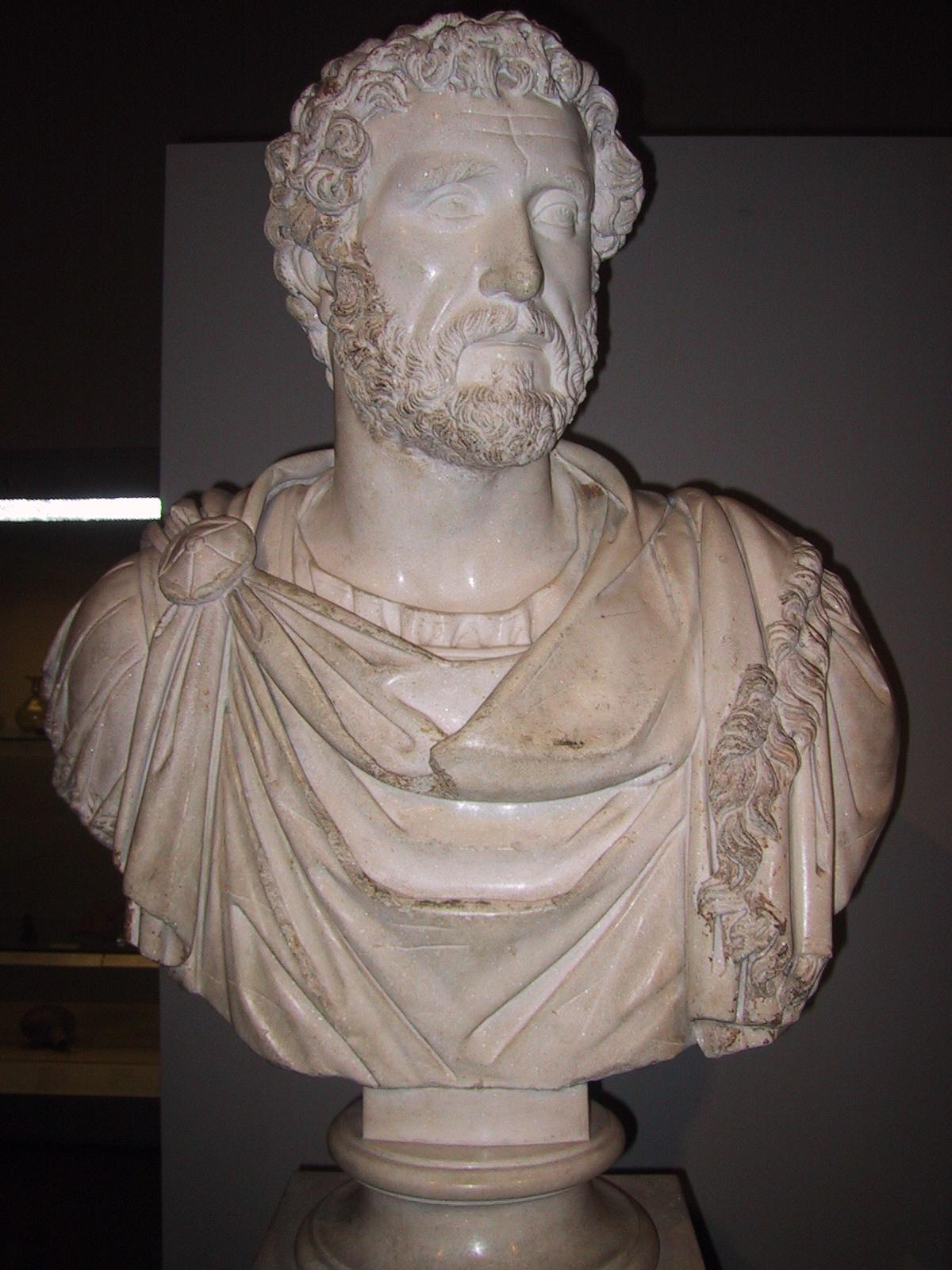
Buste van de Romeinse keizer Antoninus Pius

### Romeinse Rijk
- 151: Mytilene en Smyrna worden verwoest door een aardbeving.
- 155: Het conflict over het Koninkrijk Armenië tussen Romeinen en Parthen laait weer op
- 155: De Romeinen in Schotland trekken zich terug van de muur van Antoninus naar de muur van Hadrianus

### Christendom
- 152: Celadion volgt Marcianus op als Patriarch van Alexandrië.
- 155: Paus Anicetus volgt Paus Pius I op

### Publicaties
- ca150: Geographia van Claudius Ptolemaeus.

## Belangrijke personen
- Antoninus Pius, keizer van Rome.

### Geboren
- 154, Edessa: Bardaisan, vroeg-christelijk schrijver van de latere Nestoriaanse Kerk.
- 155: Dio Cassius, Romeins historicus
- 155: Cao Cao, toekomstige heerser van het koninkrijk Wei
- ca. 157: Gordianus I.

### Overleden
- 155: Paus Pius I.
- ca.156: Polycarpus van Smyrna.

<< · 150 · 151 · 152 · 153 · 154 · 155 · 156 · 157 · 158 · 159 · >>
<< · 100-109 · 110-119 · 120-129 · 130-139 · 140-149 · 150-159 · 160-169 · 170-179 · 180-189 · 190-199 · >>